# Quadriga (Künstlergruppe)
Die Künstlergruppe Quadriga ist die Kerngruppe der informellen Malerei in Deutschland.
Die Quadriga wurde 1952 von den Künstlern Karl Otto Götz, Otto Greis, Heinz Kreutz und Bernard Schultze gegründet. Ihre erste Ausstellung in der Zimmergalerie Franck, Frankfurt, erregt in den frühen 1950er Jahren großes Aufsehen. Die Künstler der Quadriga-Gruppe hatten erheblichen Anteil daran, dass es der deutschen Kunst nach 1945 gelang, Anschluss an die internationale Kunstentwicklung zu finden. Die Künstlergruppe selbst bezeichnete sich als „Neu-Expressionisten“. Aus der Sicht vieler Kunsthistoriker handelt es sich um die erste avantgardistische Künstlergruppe Deutschlands nach dem Zweiten Weltkrieg.

## Belege
1. ↑  Schwerpunktheft. Mitwirkende: Bernhard Albers Hg., Heinz Kreutz, Bernard Schultze, Otto Greis, Karl Otto Götz, Erich Jansen, Reinhard Kiefer, Hans Jürgen Weßlowski, Sibylle Klefinghaus, Manfred Peter Hein, Paul Wühr, Gerhard Neumann, Alfred Kittner, Michael Guttenbrunner, Theo Buck, Rolf Wedewer, René Hinds (baltischer Maler, Plastiker und Literat), Max Hölzer, Rissa